# 은성석
은성석(Wavellite)은 공식 Al3(PO4)2(OH, F)3·5H2O를 사용하는 알루미늄 염기성 인산염 광물이다. 뚜렷한 결정은 드물며 일반적으로 반투명 녹색 방사상 또는 구형 클러스터로 발생한다.

## 발견과 발생

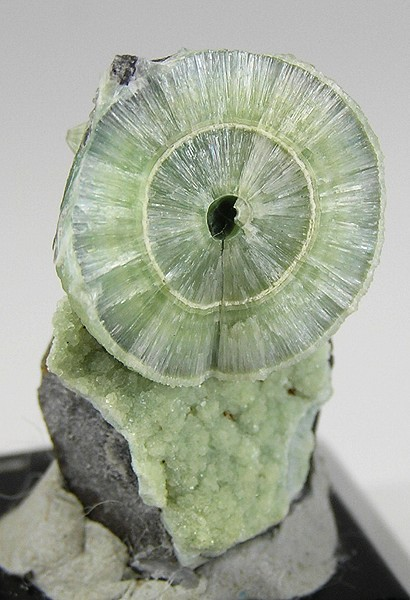
구형 구조를 보여주는 아칸소 주 갈랜드 카운티 아방트 광산의 웨이브라이트(크기: 3.4 x 2.0 x 1.1 cm)

웨이브라이트(Wavellite)는 1805년 영국 데본 필리의 하이 다운(High Down)에서 발생한 사건으로 처음 기술되었으며 1805년 윌리엄 바빙턴(William Babington)이 데본(Devon)에 거주하는 의사, 식물학자, 역사학자 및 박물학자인 윌리엄 웨이벨(William Wavell) 박사(1750~1829)를 기리기 위해 명명했다. , 동료 광물학자들의 관심을 광물에 가져 왔다.
이는 알루미늄 변성암, 열수 지역 및 인산염 퇴적물의 균열에서 크란달라이트 및 바리사이트와 관련하여 발생한다. 다양한 위치, 특히 아칸소주 아칸소주 와시타 산맥의 이다 산 지역에서 발견된다.
때로는 보석으로 사용되기도 한다.

## 같이 보기
- 광물 목록
- 인회석
- 터키석